# 奥瓦劳岛

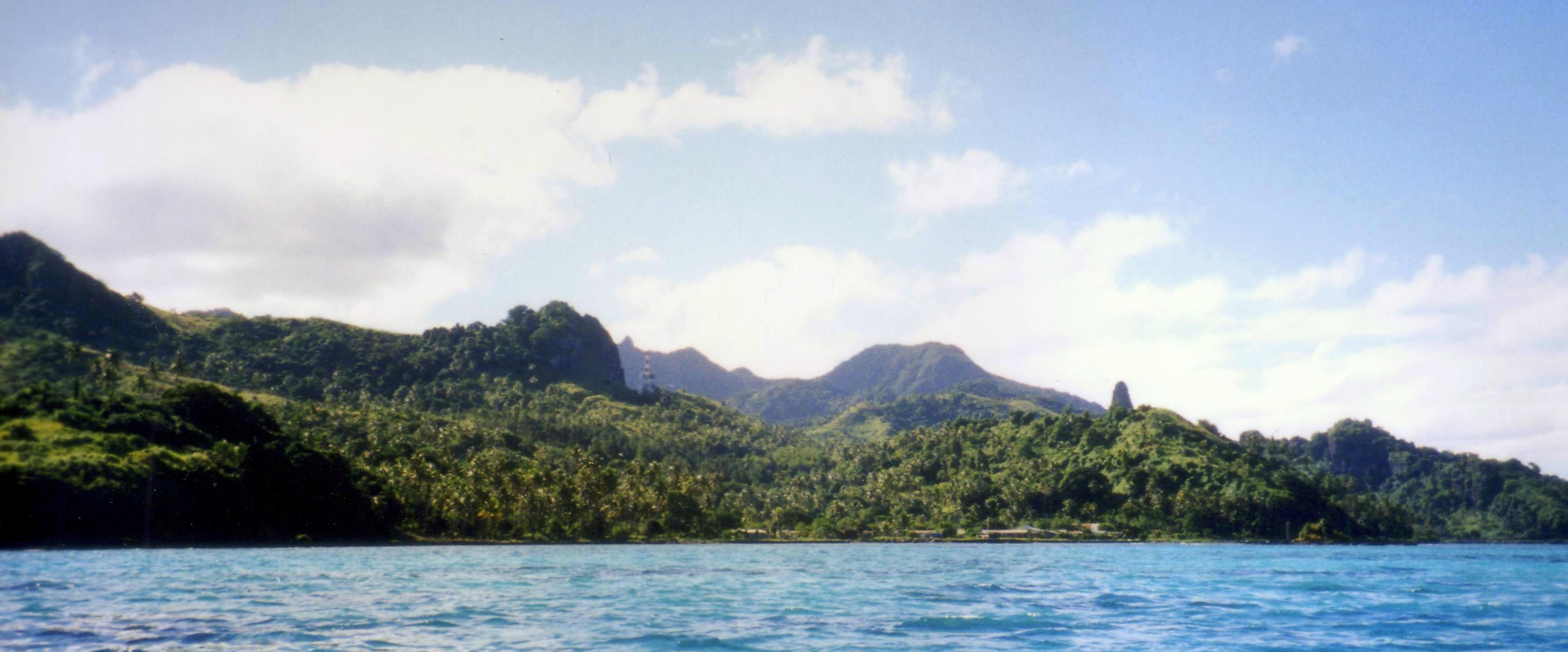

奥瓦劳岛（發音：[oβaˈlau]）是斐济洛迈维蒂群岛中的第六大岛，位于苏瓦东北约60公里。该岛长13公里，宽10公里，面积102.3平方公里，人口9000人，占整个洛迈维蒂群岛的一半。
岛上共有24个城市和村庄，其中最大的是莱武卡，曾为斐济首都。
17°41′17″S 178°47′26″E / 17.68806°S 178.79056°E